# Дарден, Ги
Ги Дарден (фр. Guy Dardenne, род. 19 октября 1954, Борен, Валлония) — бельгийский футболист, игравший на позиции полузащитника.
Выступал, в частности, за клубы «Стандард» и «Брюгге». Серебряный призёр чемпионата Европы 1980 года в составе национальной сборной Бельгии.

## Клубная карьера
Воспитанник юношеской академии футбольной команды своего родного города Борен, из которой был приглашён в «Стандард» в 1973 году. Там он дебютировал на взрослом уровне в феврале 1974 года на позиции полузащитника в домашнем матче против «Антверпена». В следующем сезоне Ги обеспечил себе постоянное место в стартовом составе, но снова потерял его в сезоне 1975/1976.
Из-за этого в 1976 году Дарден перешёл в клуб «Ла-Лувьер», который только что покинул элитный дивизион в связи с коррупционным скандалом. В своём первом сезоне он помог команде вернуться в высший дивизион, однако в 1979 году «Ла-Лувьер» вновь вылетел во Второй дивизион, а полузащитник перешёл в другой клуб чемпионата «Локерен». Команда заняла четвёртое место в лиге, после чего Дарден перешёл в «Моленбек», с которым дебютировал в еврокубках, сыграв в Кубке УЕФА против «Торино», но покинул клуб по завершении сезона из-за финансового спора с клубом.
В 1981 году Дарден стал игроком «Брюгге». В своём первом сезоне команда заняла лишь 15 место в чемпионате Бельгии, но после прихода тренера Георга Кесслера игрок провёл два лучших футбольных сезона в своей карьере, а команда заняла пятое и третье места соответственно в чемпионате. В 1983 году Дарден забил единственный гол команды в проигранном финале Кубка против «Беверена».
Когда Кесслер покинул «Брюгге» в 1984 году, Дарден вернулся в льежский «Стандард» и продолжил играть там до 1986 года. Из-за дела о взяточничестве ключевые игроки команды были отстранены, в результате чего по сути создавалась новая команда. Играя в составе «Стандарда», также в большинстве своём выходил на поле в основном составе команды.
В 1986 году Дарден стал игроком клуба «Серезьен», где провёл следующий сезон, но не сумел спасти команду от вылета из высшего дивизиона. Всего полузащитник провёл в чемпионате Бельгии 342 матча и забил 70 голов. Несмотря на то, что Дарден играл в лучших клубах страны, таких как «Брюгге» и «Стандард», он так и не сумел завоевать титул чемпиона страны.
В дальнейшем в статусе играющего тренера защищал цвета клубов низших дивизионов «Франс Борейнс» и «Намюр», а завершил игровую карьеру в команде четвёртого дивизиона «Рошфортуаз», за которую выступал на протяжении 1991—1994 годов, после чего работал тренером в региональных лигах.

## Карьера в сборной
21 декабря 1977 года дебютировал в официальных матчах в составе национальной сборной Бельгии в товарищеском матче против Италии (0:1).
В составе сборной был участником чемпионата Европы 1980 года в Италии, где вместе с командой завоевал «серебро», однако на поле на турнире не выходил.
Всего в течение карьеры в национальной команде, длившейся 4 года, провёл в её форме 11 матчей.

## Достижения
«Стандард» Льеж
- Кубок бельгийской лиги[англ.]: 1975

Сборная Бельгии
- Финалист чемпионата Европы: 1980
- Belgian Sports Merit Award[англ.]: 1980[11]